# Граківка
Гра́ківка — закритий пасажирський залізничний зупинний пункт Лиманської дирекції Донецької залізниці. У свій час до розмежування кордонів між Росією та Україною була кінцевою для електропоїздів Луганської дирекції та передатною між Донецькою та Південно-Східною залізницями.
Розташований у селі Лантратівка, Сватівський район, Луганської області на лінії Кіндрашівська-Нова — Граківка між станціями Лантратівка (7 км) та Валуйки (31 км).

## Пасажирське сполучення
До 2002 року тут зупинявся місцевий (приміський) потяг Дебальцеве-Валуйки. У той же час, через пасажирський пункт припинився рух вантажних поїздів. 
До 2013 року через зупинний пункт курсував потяг Луганськ-Москва, але без зупинки.
На момент 2021 року будь-якого руху через кордон практично немає. Винятком хіба що, є засилка локомотивів і вагонів через територію Російської Федерації для забезпечення курсування потягу Кіндрашівська-Нова - Лантратівка.